# ایمی من
ایمی من (انگلیسی: Aimee Mann؛ زادهٔ ۸ سپتامبر ۱۹۶۰) یک موسیقی‌دان اهل ایالات متحده آمریکا است. وی از سال ۱۹۸۲ میلادی تاکنون مشغول فعالیت بوده‌است. او خواننده راک، ترانه‌نویس، باسیست، و گیتاریست است.
از فیلم‌ها یا برنامه‌های تلویزیونی که وی در آن نقش داشته است می‌توان به لبوفسکی بزرگ اشاره کرد.
ایمی من در بن ایر، ویرجینیا پرورش یافته و در دبیرستان اوپن در ویرجینیا تحصیل کرد.